# شهرستان سامان
شهرستان سامان یکی از شهرستان‌های استان چهارمحال و بختیاری ایران است. مرکز این شهرستان، شهر سامان است مردم این شهرستان اکثراً به زبان  ترکی چهارمحالی  صحبت می کنند.
این شهرستان در تاریخ ۲۹ آذر ۱۳۹۱ از شهرستان شهرکرد جدا شد و مستقل گردید.

## موقعیت جغرافیایی
شهرستان سامان از شمال با شهرستان چادگان و از شمال شرقی تا شرق با شهرستان تیران و کرون و از جنوب شرقی با شهرستان لنجان استان اصفهان، از غرب با شهرستان بن و از جنوب با شهرستان شهرکرد همسایه است.

## تقسیمات کشوری
شهرستان سامان دارای ۲ بخش، ۴ دهستان و ۲ شهر به شرح زیر است:

### شهرستان سامان
| بخش       | مرکز بخش | جمعیت بخش ۱۳۹۵ | نام دهستان | مرکز دهستان | جمعیت دهستان ۱۳۹۵ | شهر   | جمعیت شهر ۱۳۹۵ |
| --------- | -------- | -------------- | ---------- | ----------- | ----------------- | ----- | -------------- |
| مرکزی     | سامان    | ۲۴٬۴۴۹ نفر     | سامان      | شوراب صغیر  | ۵٬۴۷۳ نفر         | سامان | ۱۴٬۱۹۲ نفر     |
| مرکزی     | سامان    | ۲۴٬۴۴۹ نفر     | چما        | چم چنگ      | ۴٬۷۸۴ نفر         | سامان | ۱۴٬۱۹۲ نفر     |
| زاینده‌رود | هوره     | ۱۰٬۱۶۷ نفر     | هوره       | هوره        | ۳٬۸۵۰ نفر         | هوره  | ۲٬۵۴۸ نفر      |
| زاینده‌رود | هوره     | ۱۰٬۱۶۷ نفر     | زرین       | گرمدره      | ۳٬۷۶۹ نفر         | هوره  | ۲٬۵۴۸ نفر      |

## مناطق گردشگری

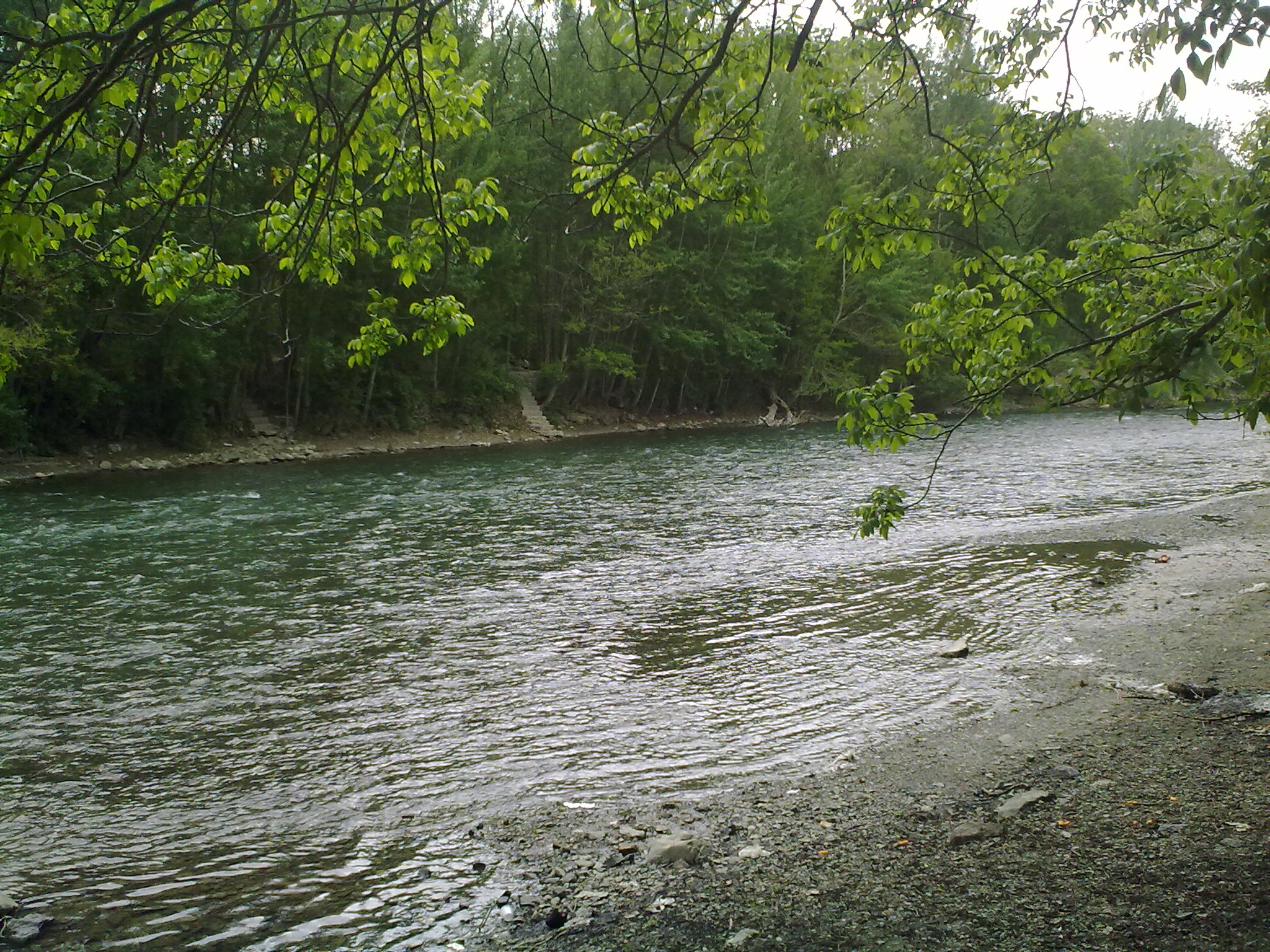
رودخانه زاینده‌رود - شهرستان سامان

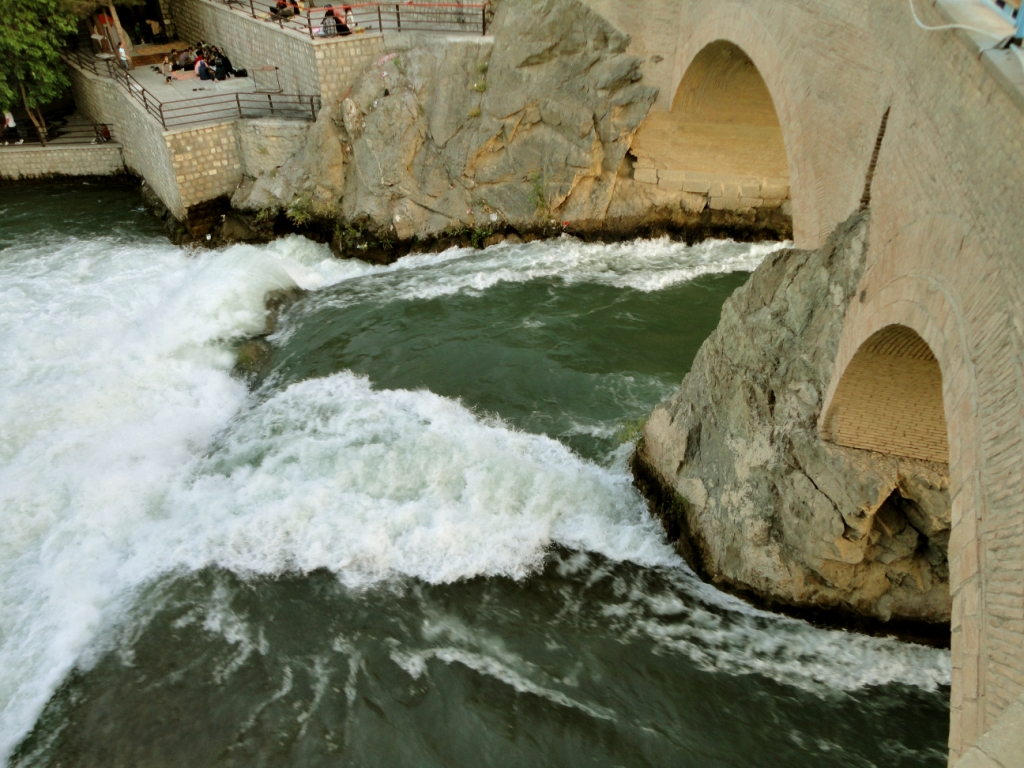
پل زمان خان - شهرستان سامان

جاهای دیدنی این شهرستان، روستاهای حاشیه زاینده رود است که پل‌های زیادی بر روی این رودخانه ساخته شده از جمله پل زمان خان، پل هوره، پل ایلبگی، پل کاهکش، پل چلوان و پل چم نار می‌باشد.

## اقتصاد و اشتغال
مهم‌ترین منبع درآمد مردم این شهرستان، باغداری می‌باشد که از مهم‌ترین محصولات باغی این شهرستان می‌توان به بادام، هلو، گردو و انگور می‌باشد که بخش قابل توجهی از این بادام به کشور هند، انگلستان و کشورهای عربی حاشیه خلیج فارس صادر می‌شود.
بعد از باغداری، مهم‌ترین منبع درآمد مردم شهرستان، جذب گردشگر می‌باشد که سالانه حدود ۲ میلیون گردشگر به این شهرستان سفر می‌کنند. این شهرستان دارای خانه باغ‌های گردشگری و ویلاهای بسیار زیادی برای اسکان می‌باشد و این منطقه را به بهشت گردشگران و نگین استان چهارمحال و بختیاری تبدیل کرده است.

## جمعیت
بر پایه سرشماری عمومی نفوس و مسکن در سال ۱۳۹۵، جمعیت شهرستان سامان برابر با ۳۴٬۶۱۶ نفر بوده است.